# MPEG-1
هو اسم لمجموعة من المعايير لترميز الصوت والفيديو والتي وافق عليها مجموعة من الخبراء تستخدم هذا الصيغة بأغلب الأحيان بالسيدي المنزلي وهو يستطيع تشغيل الصوت والصورة